# Grand Cunay

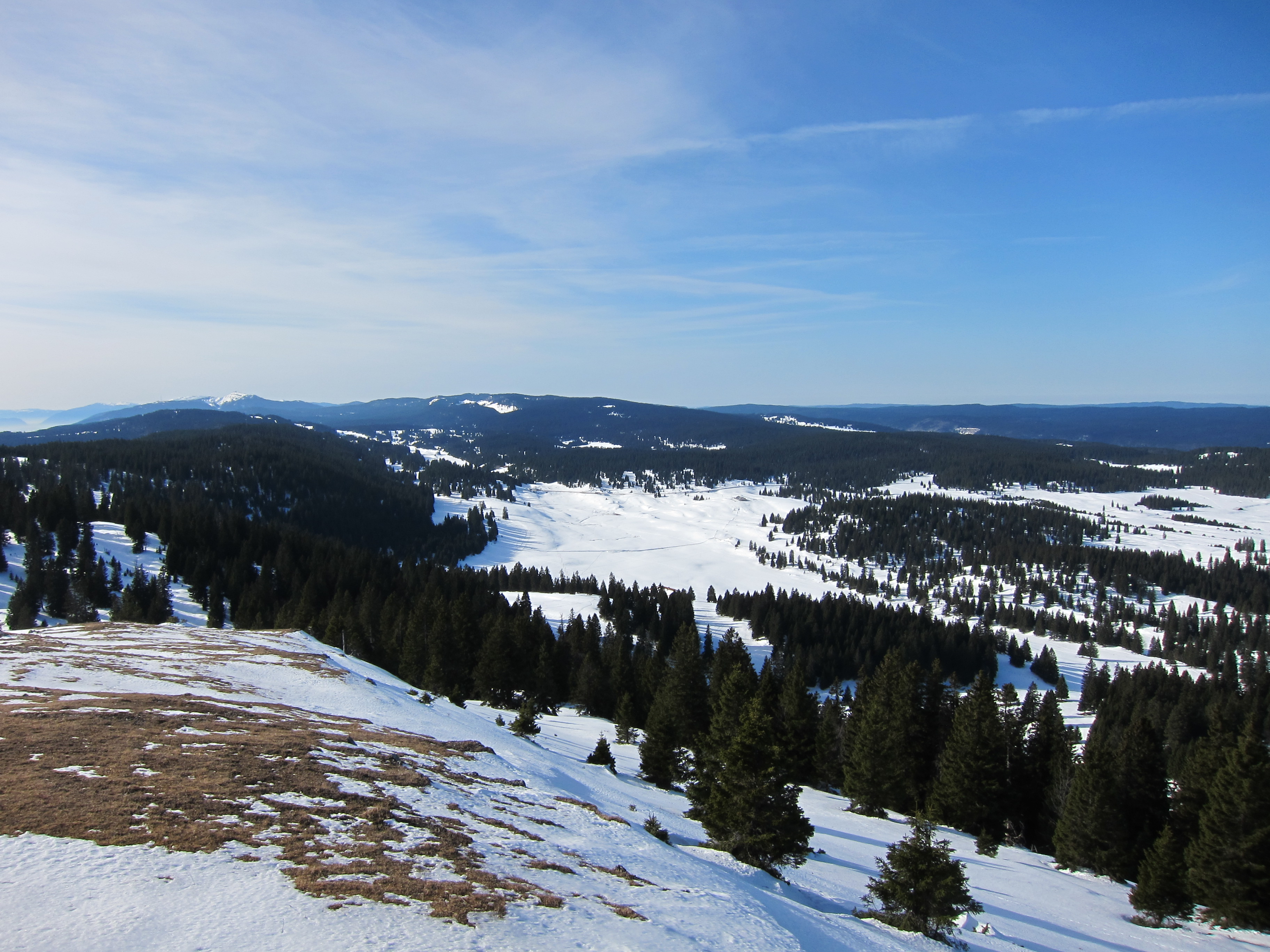
Vue sur la combe des Amburnex depuis le Grand Cunay.

Le Grand Cunay est un sommet du Jura vaudois, situé en Suisse.

## Toponymie
Une hypothèse concernant son nom serait un rapprochement avec coignet, « petit coin » ; évoquant sa forme.

## Géographie

### Situation
Ce sommet se trouve sur une ligne de crête séparant la vallée de Joux du plateau suisse. Celle-ci est axée du sud-ouest vers le nord-est. Sur cette ligne, le Grand Cunay se trouve entre le col du Marchairuz et le mont Tendre.

### Hydrographie
Sur les pentes nord-ouest coulent différents ruisseaux alimentant l'Orbe (bassin du Rhin) dans la vallée de Joux, au sud-est d'autres ruisseaux alimentent l'Aubonne qui se jette dans le lac Léman. Ce sommet est ainsi situé sur la ligne de partage des eaux entre la mer du Nord et la mer Méditerranée.

## Activités
Un peu plus au nord sur la ligne de crête se trouve la cabane du Cunay du Club alpin suisse.